# Exocelina rufa
Exocelina rufa (лат.) — вид жуков-плавунцов рода Exocelina (Copelatinae, Dytiscidae).

## Распространение
Австралазия: Папуа — Новая Гвинея (Morobe Provinces).

## Описание
Мелкие водные жуки красновато-коричневого цвета, длина около 5 мм (от 3,45 до 3,5 мм), округло-овальной вытянутой формы тела. Усики 11-члениковые; второй антенномер увеличенный. Крылья хорошо развиты. Связаны с водой. Вид был впервые описан в 1998 году немецким энтомологом М. Балком (Michael Balke; Zoologische Staatssammlung München, Мюнхен Германия) под первоначальным названием Copelatus rufa Balke, 1998.